# 가메야마 천황
가메야마 천황(일본어: 亀山天皇, 1249년 7월 9일 ~ 1305년 10월 4일)은 90대 일본 천황(재위: 1259~1274년)이었다. 고사가 천황의 8번째 아들로 태어났으며, 휘(諱)는 쓰네히토(恒仁)이다. 황후는 도인 깃시이다.

## 생애
1258년, 9세의 나이로 황태자가 되었다. 1259년 11월, 형인 고후카쿠사 천황으로부터 양위를 받아 즉위하였다.
1263년 가마쿠라 소동 때 가마쿠라 막부의 6대 쇼군인 무네타카 친왕이 가마쿠라에서 쫓겨나자, 고레야스 친왕을 쇼군으로 세울 것을 요청하였다.
1274년 그의 아들 고우다 천황에 양위하면서 그는 상황으로서 원정(院政)을 시작하였다. 원정기 동안 몽골의 침입이 두 차례 있었다.
한편 가메야마 천황은 자신의 혈통(다이카쿠지 황통)의 번영을 꾀하여, 고후카쿠사 상황(지묘인 황통)은 이에 출가할 뜻을 밝힌다. 막부는 지묘인 황통이 홀대받는 것을 우려하여 타협안으로 고후카쿠사 천황의 아들을 고우다 천황의 태자로 삼았으니, 이가 후시미 천황이다. 이로 인해 양통질립(兩統迭立)의 암묵적 원칙이 시작되었다.
1298년, 난젠 사에서 승려가 되었다. 1305년에 사망하였다.

## 가계도
- 황후 : 쿄고쿠인(京極院) 토우인(후지와라) 키츠시(洞院(藤原) 佶子) -토우인 사네오(洞院 実雄)의 딸
  - 제1황녀 : 겐시 내친왕(睍子 内親王) (1262-1264)
  - 제1황자 : 시로히토 친왕(知仁 親王) (1265-1267)
  - 제2황자 : 요시히토 친왕(世仁 親王) - (고우다 천황)
- 중궁 : 이마데가레이인(今出川院) 사이온지(후지와라) 우네코(키시)(西園寺(藤原) 嬉子) (1252-1318) - 사이온지 킨스케(西園寺 公相)의 딸
- 뇨고 : 신요메이몬인(新陽明門院) 코노에(후지와라) 쿠라코(이시)(近衛(藤原) 位子) (1262-1296) - 코노에 모토히라(近衛基平)의 딸
  - 제8황자 : 히라히토 친왕(啓仁 親王) (1276-1278)
  - 제10황자 : 츠쿠히토 친왕(継仁 親王) (1279-1280)
- 비(妃) : 쇼쿤몬인(昭訓門院) 사이온지(후지와라) 에이코(에이시)(西園寺(藤原) 瑛子) (1273-1336) - 사이온지 사네카네(西園寺 実兼)의 딸
  - 제14황자 : 츠네아키 친왕(恒明 親王) - (1303-1351)
- 텐지 : 쿠가씨(久我氏) - 쿠가 미치요시(久我通能)의 딸
  - 제3황자 : 세이카쿠 법친왕(性覚 法親王) (1267-1293)
- 텐지 : 산죠(후지와라)씨(三条(藤原)氏) - 산죠 사네히라(三条 実平)의 딸
  - 제4황자 : 료죠 법친왕(良助 法親王) (1268-1318)
  - 제6황자 : 쇼운 법친왕(聖雲 法親王) (1271-1314)
  - 제7황자 : 카쿠운 법친왕(覚雲 法親王) (1272-1323)
  - 제5황녀 : ?내친왕(?内親王) - 쿠죠 모토노리(九条 師教)의 부인
- 텐지 : 산죠(후지와라)씨(三条(藤原)氏) - 산죠 가네토(三条 実任)의 딸
  - 제5황자 : 이츠츠지노미야(五辻宮) 모리요시 친왕(守良 親王)
- 텐지 : 츄나곤노텐지(中納言典侍) 홋쇼지(후지와라) 마사코(가시)(法性寺(藤原) 雅子) - 홋쇼지 마사히라(法性寺 雅平)의 딸
  - 제2황녀 : 소케이몬인(昭慶門院) 키시 내친왕(憙子 内親王) (1270-1324)
- 텐지 : 스이텐지(帥典侍) 타이라씨(平氏) - 타이라노 토키나카(平 時仲)의 딸
  - 제9황자 : 쥰죠 법친왕(順助 法親王) (1279-1322)
  - 제11황자 : 자토 법친왕(慈道 法親王) (1282-1341)
  - 제20황자 : 고엔 법친왕(行円 法親王)
- 궁인 : 토우인(후지와라) 마이시(洞院(藤原) 禖子) - 토우인 사네오(洞院 実雄)
  - 제3황녀 : 오사메코(리시) 내친왕(理子 内親王) (1274-1282)
- 궁인 : 교코쿠인죠시(京極院雑仕) 칸센(貫川)
  - 황녀 : ?내친왕(?-1329) - 코노에 이에모토(近衛 家基)의 부인
- 궁인 : ? - 겐쿠법사(玄駒法師)의 딸
  - 황자 : 카네요시 친왕(兼良 親王)
- 궁인 : 후지와라노 히사코(쥬시)(藤原 寿子) - 후지와라노 시키후사(藤原 景房)의 딸
  - 황자 : 레운 법친왕(叡雲 法親王) 또는 사다요시 친왕(定良親王)
- 궁인 : 산죠(후지와라)씨(三条(藤原)氏) - 산죠 킨타시(三条 公親)의 딸
  - 황자 : 쇼에 법친왕(性恵法親王)
- 궁인 : 오구라씨(小倉氏) - 오구라 키메오(小倉 公雄)의 딸
  - 황자 : 코운 법친왕(恒雲法親王)

## 같이 보기
- 일본 천황
- 고카메야마 천황